# Henry Fèvre
Henry Fèvre (* 17. März 1864 in Chaumont; † 14. Juli 1937 in Riaucourt) war ein französischer Schriftsteller.

## Leben und Werk
Henry Fèvre war der Sohn des Bürgermeisters von Chaumont. Er veröffentlichte 1883 zusammen mit seinem etwas älteren Landsmann Louis Desprez Dichtung, die von Maxime Du Camps Chants modernes (1855) inspiriert war. Dann schrieb er mit ihm den naturalistischen Roman Autour d’un clocher, der das Thema von Zolas Roman Die Sünde des Abbé Mouret mit einer an Pornographie grenzenden Drastik abhandelte. Das Manuskript war den Pariser Verlegern zu anstößig und musste in einem Brüsseler Verlag erscheinen. Als es wegen Verstoß gegen die öffentliche Moral verfolgt wurde, übernahm Desprez als der Ältere (Fèvre war noch minderjährig) die alleinige Verantwortung, verbüßte 1885 eine einmonatige Gefängnisstrafe und starb noch im Jahr seiner Entlassung. In den Jahren 1886 bis 1906 schrieb Fèvre neben Kunstkritik und Theaterstücken vor allem Romane, einen letzten 1925. Er war ein Freund von Lucien Descaves und stand in engem Kontakt zu dem Anarchisten Jean Grave. Sein Anarchistenroman Galafieu von 1897 erhielt 1924 den Prix des méconnus und wurde 2009 neu herausgegeben. Fèvre starb 1937 im Alter von 73 Jahren.

## Werke (Auswahl)
- (mit Louis Desprez) La locomotive. Poésies. C. Marpon und E. Flammarion, Paris 1883. BnF-P, Paris 2016.
- (mit Louis Desprez) Autour d’un clocher. Moeurs rurales. Henry Kistemaeckers, Brüssel 1884. (Roman)
  - (Nachdruck) Louis Fèvre-Desprez (sic): Autour d’un clocher. Hrsg. Henri Mitterand. Slatkine, Genf 1980.
  - (mit Henry Fèvre) Autour d’un clocher. Moeurs rurales. Hrsg. Jean-François Nivet und René-Pierre Colin. Mont analogue, Aiglemont 1992.
- Etude sur le Salon de 1886 et sur l’exposition des Impressionnistes.  Tresse et Stock, Paris 1886.
  - L’exposition des impressionnistes 1886. L’Echoppe, Paris 1992. (Vorwort von René-Pierre Colin et Jean-François Nivet)
- Au port d’arme (moeurs militaires). Charpentier, Paris 1887.
- En détresse, comédie en 1 acte. Tresse et Stock, Paris 1890.
- L’Honneur. Roman. E. Kolb, Paris 1890. (auch als Komödie)
- Monsieur Pophilat grand homme. Roman comique. E. Kolb, Paris 1890.
- L’étoile rouge. Pièce en 3 actes. 1892.
- Galafieu. Roman. Stock, Paris 1897. Éditions du Monde nouveau, Paris 1923.
  - Hrsg. Caroline Granier. Ressouvenances, Coeuvres-et-Valsery 2009.
- Les Liens factices. E. Fasquelle, Paris 1898.
- 5 heures. La rue du Croissant. Ollendorff, Paris 1901. Ligaran Éditions, Namur 2016.
- Les ingénues. Les rusées, les sérieuses, les gentilles, les bergères. Antony, Paris 1901.
- Les Beaux mariages. Roman de moeurs parisiennes. E. Fasquelle, Paris 1902.
- La Traversée de l’enfer. Roman. Lamm, Paris 1903.
- Les Souris dansent. E. Fasquelle, Paris 1906.
- L’Intellectuelle mariée. Roman. Albin Michel, Paris 1925.